# Pilatus P-3
Le Pilatus P-3 est un avion d'entraînement militaire construit par Pilatus Aircraft en Suisse. L'avion a été conçu pour la formation primaire et avancée des futurs pilotes de jets (y compris les vols de nuit, voltige et le vol aux instruments).

## Développement
En 1952, Pilatus commence le développement d'un nouvel avion d'entrainement militaire. L'objectif était la création d'un appareil capable de former les pilotes pour un nouveau type d'avions de combat, les jets. Le premier prototype construit en 1953 vola le 3 septembre, piloté par Georg Gyssler.
L'avion biplace est de construction entièrement métallique avec un train d'atterrissage tricycle escamotable et des sièges en tandem. Il est prévu des racks sous les ailes pour des bombes légères d’entraînement ou des roquettes et une mitrailleuse dans une nacelle sous l'aile gauche.
Il a été produit en série pour les Troupes d'aviation et de DCA et a été le premier avion Pilatus exporté. Au total, 84 P-3 ont été produits et vendus.
À sa sortie, le P-3 était en avance sur son temps, par rapport à la concurrence, et il servit de base pour les développements des PC-7, PC-9 et PC-21 qui permirent à Pilatus de devenir le leader dans le domaine des avions d'entraînement. Le Pilatus P-3.05 s/n 509 (A-871) fut transformé en PC-7 en 1982.

## Versions
- P-3.01 : Le premier prototype (s/n / immatriculation HB-HON), moteur Lycoming GO-435-C2 de 240 ch. À l'origine une hélice bipale l'équipait, Pilatus est resté propriétaire de cet avion et s'en est servi comme banc d'essais pour le projet PC-7 à partir de 1966. Il a été testé par les Troupes d'aviation entre 1953 e 1954.
- P-3.02 : Second prototype (militaire) (c/n 318 / immatriculation HB-HOO/A-801), moteur Lycoming GO-435 C2 A2 (en) de 240 ch, hélice tripale, deux radios militaires, points d'attache pour de l'armement. Premier vol en août 1954, exposé au Flieger Flab Museum de Dübendorf[2].
- P-3.03 : 12 avions de série militaire (c/n 319 à 330) à partir de 1956[2].
- P-3.04 : P-3 vendu à la Marine brésilienne[2] (c/n 331 à 336)
- P-3.05 : 60 P-3 (c/n 452 à 511), construit par la Fabrique Fédérale d'avion d'Emmen (F+W) en collaboration avec Pilatus et la Fabrique d'avions et de véhicule d'Altenrhein (FFA). Dérive ventrale ajoutée pour éviter que l'appareil ne se mette en vrille[2].

## Anciens opérateurs
Les Troupes d'aviation ont reçu 72 des exemplaires de cet avion, la Marine brésilienne en a acquis 6. Les forces aériennes suisses ont utilisé le P-3 comme avion d'entraînement jusqu'en 1983, puis il a continué à être utilisé comme avion de liaison durant une autre décennie. En 1993-1995, 65 anciens avions des forces aériennes ont été vendus au marché privé.
 Suisse
- Troupes d'aviation et de DCA : 72 x P-3
  - 1 x Pilatus P-3.02 (c/n 318 / immatriculation A-801) construit en 1956
  - 12 x Pilatus P-3.03 (c/n 319 à 330 / immatriculation A-802 à A-813) construits en 1956. Plus tard partiellement rétrofités au standard P-3.05
  - 60 x Pilatus P-3.05 (c/n 452 à 511 / immatriculation A-814 à A-873) construits en 1958 et 1959

Au moment de l'introduction du nouvel avion d'entrainement PC-7, le P-3 a commencé à être utilisé comme avion de liaison.
 Brésil
- Aviação Naval Brasileira : 6 x P-3-04 (c/n 331 à 336 / immatriculation N-501 à N-506, ex HB-HOA à HB-HOG) acquis en 1963, désignés U-3.

Le P-3-04 (s/n 335 / immatriculation HB-HOE) vola pour Swissair, respectivement l'école suisse de contrôle aérien (SLS), jusqu'à sa vente au Brésil en 1963.

## Utilisateurs civils
Lors de la réforme de la flotte entre 1991 et 1995, la majorité des P-3 des Troupes d'aviation est vendue, en trois tranches, lors de ventes aux enchères et reçoit des imatriculations civiles : États-Unis (trente appareils), Suisse (douze), France (six), Allemagne (deux), Canada (deux) et Royaume-Uni (un). Parmi ces aéronefs, un grand nombre volait encore en 2018. D'autres P-3 sont placés dans des musées. 
En avril 2018, douze P-3 sont inscrits au registre matricule suisse des aéronefs. Parmi ceux-ci, cinq volent pour la patrouille acrobatique civile P3 Flyers (en).

## Galerie

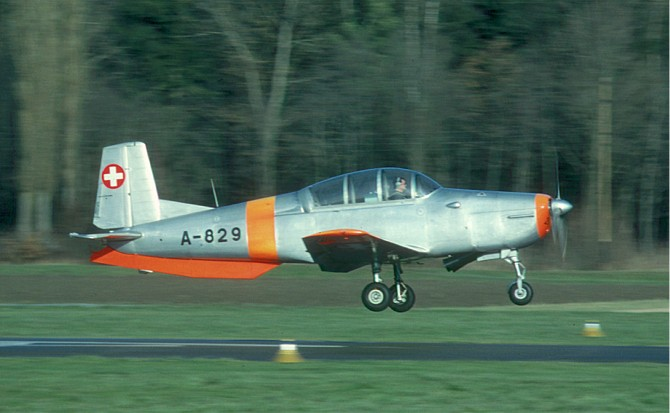
Un Pilatus P-3-05 A-829 des Troupes d'aviation à l'aéroport de Berne-Belp en 1983.
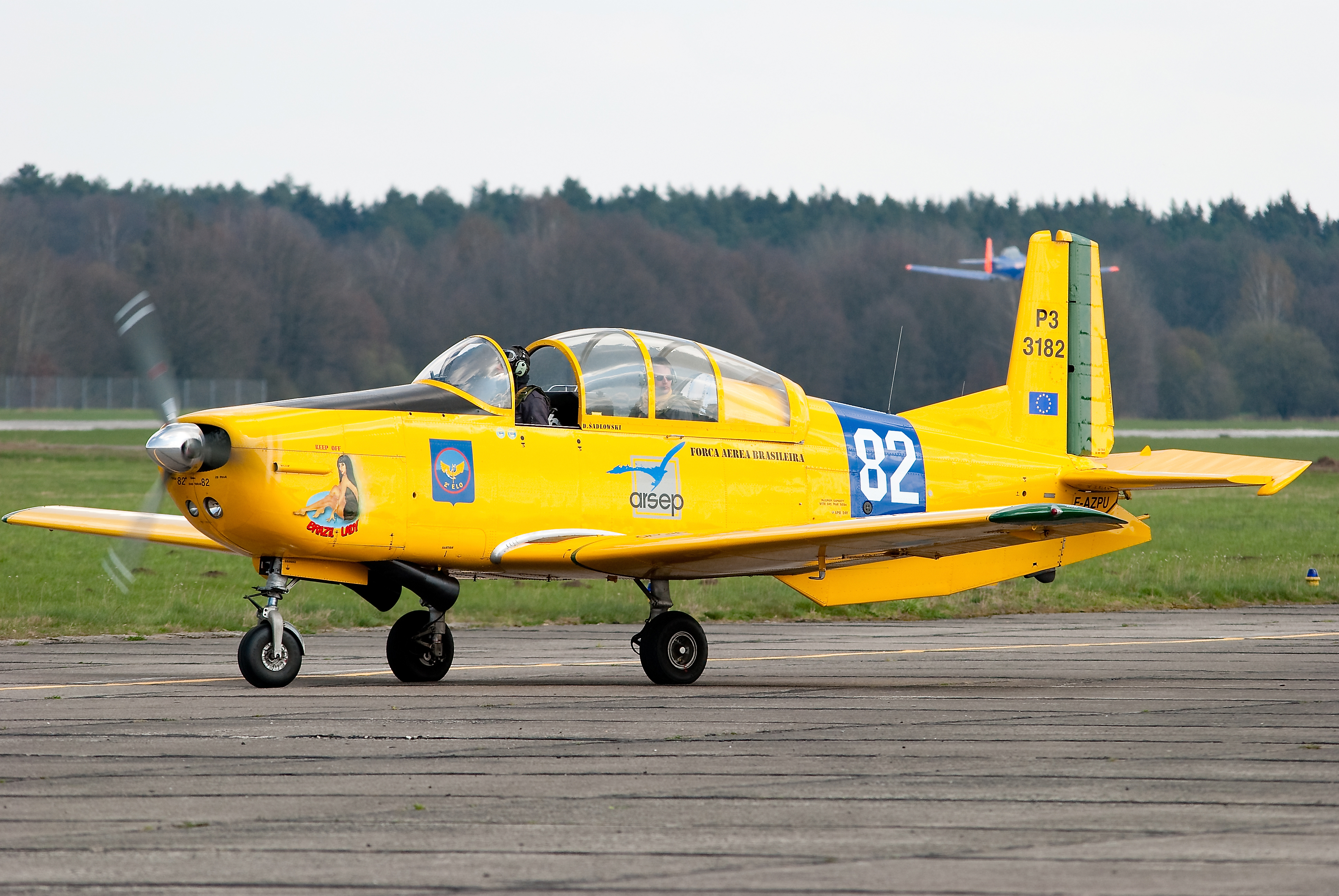
Pilatus P-3-05 aux couleurs de l'aviation navale brésilienne (ex A-827 (c/n465-14))
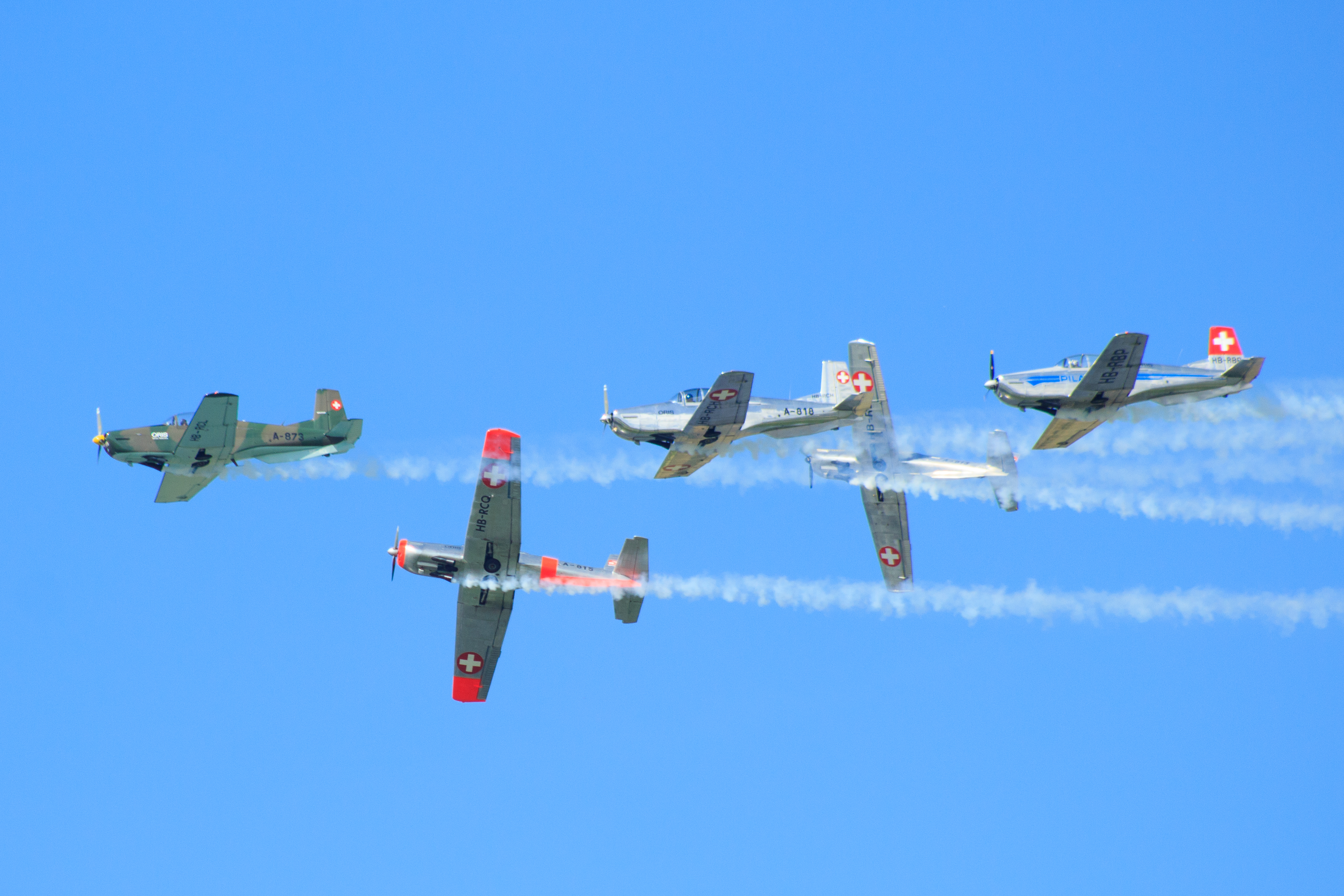
La patrouille P3 Flyers lors du meeting aérien de Bautzen en 2016

## P-3 exposés
- Allemagne
  - Musée des techniques de Spire : P3-3 (s/n 325 / immatriculation A-808)
- Brésil
  - Museu Aeroespacial à Rio de Janeiro : P3-04 (c/n 333 / immatriculation 3182)
  - Museu da Aviaçao Naval à São Pedro da Aldeia : P3-04 (c/n 336 / immatriculation 3180 / N-506)
- États-Unis
  - Chico Air Museum (en) à Chico : P3-05 (s/n / immatriculation A-857)
- Suisse
  - Musée de l'aviation de Altenrhein : P3-5 (immatriculation actuelle HB-RBY) actif (en état de vol)
  - Flieger Flab Museum à Dübendorf
    - P-3.02 (s/n 318 / immatriculation A-801). En service de 1958 à 1985.
    - P-3.03 (s/n 320 / immatriculation A-803). En service de 1956 à 1991. (En réserve ou exposé?)
    - Cockpit d'un P-3 pour un simulateur

  - Association pour le Maintien du Patrimoine aéronautique[4] : P3-05 (immatriculation actuelle HB-RCY, immatriculation A-822) actif (en état de vol) de 1958[5],[6]

## Culture populaire
Le Pilatus P-3 apparaît dans le tome 3 Coups de feu dans les Alpes de la bande-dessinée d'Une aventure « Classic » de Tanguy et Laverdure, sorti au printemps 2019.

### Développement lié
- Pilatus PC-7
- Pilatus PC-9

### Aéronefs comparables
- T-34 Mentor
- PZL TS-8 Bies